# Liste der Baudenkmäler in Eitensheim

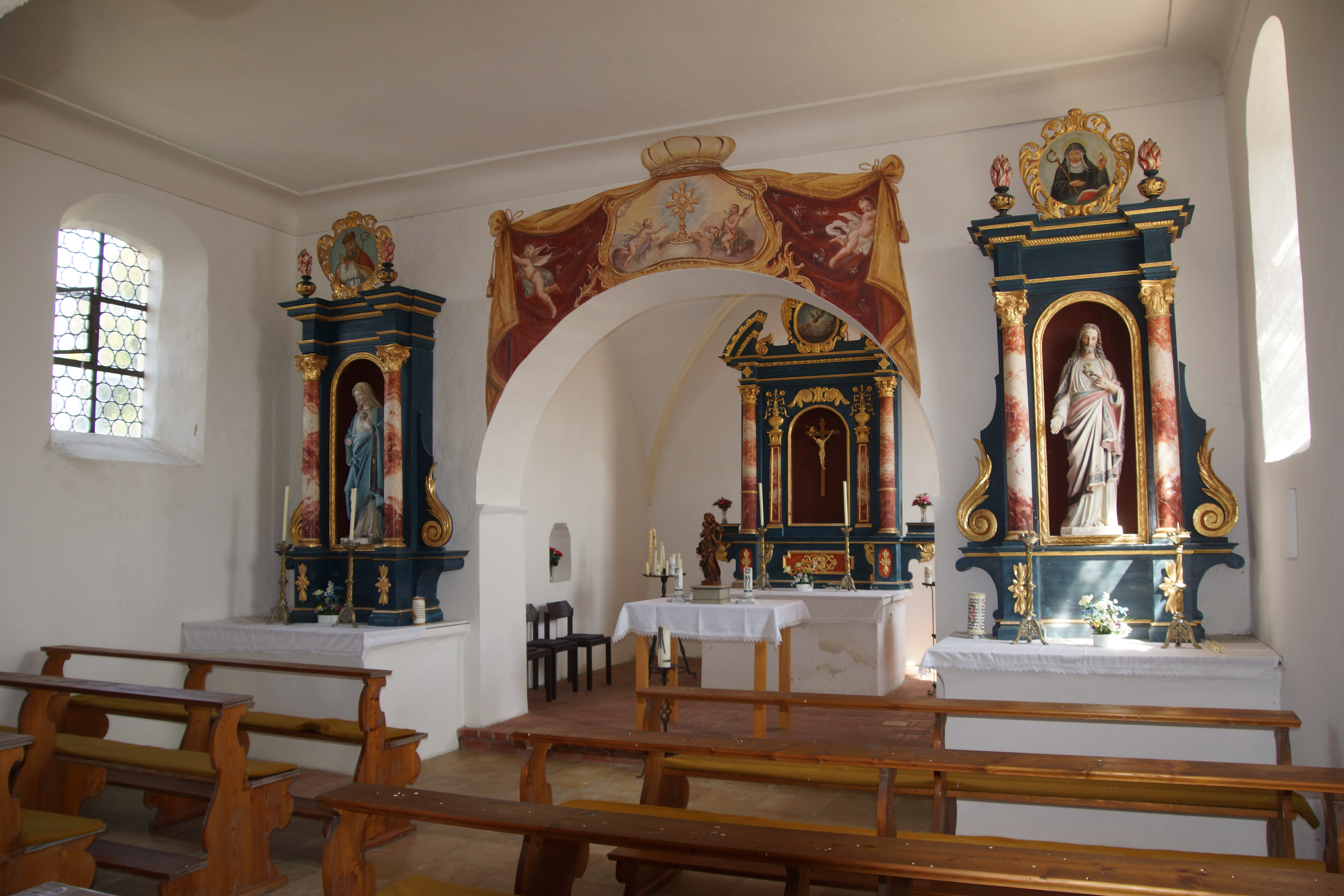
Innenraum von St. Salvator in Eitensheim

Auf dieser Seite sind die Baudenkmäler in der oberbayerischen Gemeinde Eitensheim zusammengestellt. Diese Tabelle ist eine Teilliste der Liste der Baudenkmäler in Bayern. Grundlage ist die Bayerische Denkmalliste, die auf Basis des Bayerischen Denkmalschutzgesetzes vom 1. Oktober 1973 erstmals erstellt wurde und seither durch das Bayerische Landesamt für Denkmalpflege geführt wird. Die folgenden Angaben ersetzen nicht die rechtsverbindliche Auskunft der Denkmalschutzbehörde.

## Baudenkmäler
| Lage                                                                     | Objekt                                    | Beschreibung | Akten-Nr.              | Bild           |
| ------------------------------------------------------------------------ | ----------------------------------------- | --- | ---------------------- | -------------- |
| Breitenweg 2 (Standort)                                                  | Kreuzstein                                | Mittelalterlich; bei Breitenweg 2. | D-1-76-124-5 Wikidata  | BW             |
| Eichstätter Straße 1 (Standort)                                          | Ehemaliges Schul- und Lehrergebäude       | im Kern um 1708 als Wohnhaus erbaut, in der 1. Hälfte des 19. Jh. als zweigeschossiger Walmdachbau zum Schul- und Gemeindehaus umgestaltet, Erweiterung zum zweiflügeligen Schul- und Lehrergebäude mit zweigeschossigem Walmdachbau, Zwerchhaus und Portal, mit Putzgliederung, in historisierenden Formen, um 1906/07, später Umnutzung zum Rathaus | D-1-76-124-14          | BW             |
| Eichstätter Straße 8 (Standort)                                          | Gutshof                                   | Rechteckige Hofanlage; zweigeschossiges Gutshaus mit Schopfmansarddach, 1774; nördlich ehemaliges Brauereigebäude, bestehend aus Malz- und Sudhaus, dreigeschossiger Satteldachbau mit zwei Zwerchgiebeln (bezeichnet mit dem Jahr 1901), daran angebaut ehemaliges Sudhaus, traufständiger Steildachbau mit zwei großen Toröffnungen, östlich quer dazu anschließend ehemaliges Lager- und Wohngebäude, zweigeschossiger Steilgiebelbau, erste Hälfte 19. Jahrhundert; Nebengebäude, ehemaliger Tanzsaal, zweigeschossiger Satteldachbau, 19. Jahrhundert, nördlich des Gutshauses; Wirtschaftsgebäude, zweigeschossiger Satteldachbau mit Segmentbogenfenstern, 19. Jahrhundert, südlich des Gutshauses; Torbögen zwischen Gutshaus, Wirtschaftsgebäude und Nebengebäude. | D-1-76-124-1 Wikidata  | Gutshof        |
| Gaimersheimer Straße 9 (Standort)                                        | Gasthaus                                  | Breitgelagerter, giebelseitig erschlossener zweigeschossiger Flachsatteldachbau, spätes 18. Jahrhundert, teilweise überformt im 19. Jahrhundert. | D-1-76-124-12 Wikidata | BW             |
| Nördlich der Straße nach Eichstätt im Gemeindewald Eitensheim ()         | Grenzstein                                | Steinpfeiler mit fürstbischöflichem Wappen, bezeichnet mit dem Jahr 1615. | D-1-76-124-9 Wikidata  |                |
| Hofwiesenstraße (Standort)                                               | Feldkreuz                                 | Kalksteinpfeiler mit Gusseisenkruzifix, bezeichnet mit dem Jahr 1848 und 1909; südlich der Straße nach Gaimersheim unter zwei Linden. | D-1-76-124-11 Wikidata | BW             |
| Kirchplatz 4 (Standort)                                                  | Katholische Pfarrkirche St. Andreas       | Saalkirche mit Steildach, im Kern um 1859, Erweiterung unter Einbezug von Teilen des neugotischen Vorgängerbaus 1959-1960 durch Ingolstädter Architekten Ludwig Geith; mit historischer Ausstattung | D-1-76-124-2 Wikidata  | weitere Bilder |
| Am Lippertshofener Weg beim Grenzacker ()                                | Kreuzstein                                | Bezeichnet mit dem Jahr 1535. | D-1-76-124-7 Wikidata  |                |
| An der Straße nach Eichstätt vor Abzweigung zum Heiligenfeld, im Wald () | Kreuzstein                                | Mittelalterlich. | D-1-76-124-6 Wikidata  |                |
| Salvatoräcker (Standort)                                                 | Bildstock                                 | Steinpfeiler mit tabernakelförmigem Abschluss und Reliefdarstellungen, bezeichnet mit dem Jahr 1589; nordöstlich vom Friedhof an der Buxheimer Straße. | D-1-76-124-8 Wikidata  | Bildstock      |
| Sebastiäcker (Standort)                                                  | Katholische Feldkapelle St. Sebastian     | Steildachbau mit Zwielturmdachreiter, erbaut 1713; mit Ausstattung; südlich der Straße nach Gaimersheim. | D-1-76-124-4 Wikidata  | BW             |
| An der Buxheimer Straße (Standort)                                       | Katholische Friedhofskapelle St. Salvator | Steildachbau mit Zwiebelturmdachreiter, erbaut 1590; mit Ausstattung | D-1-76-124-3 Wikidata  | weitere Bilder |

## Ehemalige Baudenkmäler
In diesem Abschnitt sind Objekte aufgeführt, die früher einmal in der Denkmalliste eingetragen waren, jetzt aber nicht mehr. Objekte, die in anderem Zusammenhang also z. B. als Teil eines Baudenkmals weiter eingetragen sind, sollen hier nicht aufgeführt werden. Aktennummern in diesem Abschnitt sind ehemalige, jetzt nicht mehr gültige Aktennummern.

| Lage                          | Objekt     | Beschreibung                                                                 | Akten-Nr.              | Bild |
| ----------------------------- | ---------- | ---------------------------------------------------------------------------- | ---------------------- | ---- |
| An der Straße nach Buxheim () | Grenzstein | Steinpfeiler mit fürstbischöflichem und bayerischem Wappen, 17. Jahrhundert. | D-1-76-124-10 Wikidata |      |